# Dahl
Dahl je priimek več znanih oseb:
- Anders Dahl (1751—1759), švedski botanik, biolog in zdravnik
- Arlene Dahl (1925—2021), ameriška igralka
- Johan Christian Dahl (1777—1857), norveški slikar
- Michael Dahl (1659—1743), švedsko-angleški slikar
- Roald Dahl (1916—1990), britanski pisatelj
- Robert A. Dahl (1915—2014), ameriški politolog
- Svend Dahl (1887—1963), danski zgodovinar
- Vladimir Dahl (1801—1872), ruski jezikoslovec
- Walter Dahl (1916—1985), nemški vojaški pilot